# Zdzisław Pomykalski
Zdzisław Pomykalski (ur. 17 marca 1917 w Łodzi, zm. 24 listopada 2000 tamże) – polski elektryk, inżynier, naukowiec, profesor nauk technicznych, członek Stowarzyszenia Elektryków Polskich i Polskiego Towarzystwa Elektrotechniki Teoretycznej i Stosowanej (PTETiS), wykładowca akademicki, autor podręczników z zakresu elektrotechniki samochodowej, Prorektor Wydziału Elektrycznego Politechniki Łódzkiej.

## Życiorys
Urodził się 17 marca 1917 w Łodzi. W 1936 roku otrzymał świadectwo dojrzałości w Państwowym Gimnazjum i Liceum im. M. Kopernika w Łodzi. W tym samym roku rozpoczął studia na Wydziale Elektrycznym Politechniki Warszawskiej, przerwane przez wojnę. Podczas okupacji przebywał w Pęczniewie, pracował w Urzędzie Gminnym jako sekretarz. Po zakończeniu wojny wrócił do Łodzi i podjął przerwane studia na Politechnice Łódzkiej na Wydziale Elektrycznym. Od 1 września 1947 roku rozpoczął pracę na Wydziale Elektrycznym w Katedrze Miernictwa Elektrycznego, kierowanej przez prof. Witolda Iwaszkiewicza. Studia ukończył w 1948 roku uzyskując dyplom magistra inżyniera elektryka. Od 1949 roku prowadził na Wydziale Mechanicznym PŁ wykład z Elektrotechniki Samochodowej. Opracował i uruchomił laboratorium z tego przedmiotu. W  1954 roku przygotował wykład z pomiarów wielkości nieelektrycznych metodami elektrycznymi. W 1963 roku otrzymał stopień doktora nauk technicznych. W Katedrze Miernictwa Elektrycznego Politechniki Łódzkiej przeszedł kolejne szczeble awansu naukowego, od młodszego asystenta, adiunkta, docenta – w 1977 roku otrzymał tytuł profesora nadzwyczajnego. Wielokrotnie brał udział w zagranicznych stażach (m.in. w Politechnikach w Karl-Marksstadt, Pradze, Bratysławie oraz Uniwersytetach w Dreźnie i Budapeszcie). W latach 1969–1973 pełnił funkcję Dziekana Wydziału Elektrycznego. W latach 1970–1976 był zastępcą dyrektora Instytutu Podstaw Elektrotechniki ds. kształcenia i wychowania, a w okresie 1976-1987 zastępcą dyrektora Instytutu ds. nauki.
W latach 1957–1960 był doradcą naukowym ds. Elektrotechniki Samochodowej w FSC w Starachowicach. W latach 1960–1971 brał czynny udział w pracach Rady Naukowej ds. Komunikacji przy Prezydium Rady Narodowej m. Łodzi. W latach 1970–1972 był doradcą naukowym Zakładów Elektrotechnicznych „Warel” w Warszawie. Od 1978 roku był członkiem Rady Naukowej przy Wyższej Oficerskiej Szkole Samochodowej im. gen. W. Waszkiewicza w Pile, od 1980 roku był członkiem Rady Naukowej Instytutu Elektroenergetyki Politechniki Częstochowskiej. W latach 1975–1980 był członkiem Sekcji Problemów Elektrotechniki i Elektroniki Rady Naukowej Przemysłowego Instytutu Motoryzacji w Warszawie. 1 października 1987 roku przeszedł na emeryturę.
Działalność naukowa Pomykalskiego koncentrowała się na elektrotechnice samochodowej i pomiarach wielkości nieelektrycznych metodami elektrycznymi. Był promotorem 15 prac doktorskich, recenzował 6 prac habilitacyjnych i 16 prac doktorskich. Był powoływany na członka różnych instytucji naukowych i Rad naukowych. Był kierownikiem kilkunastu prac naukowo-badawczych wykonywanych na zlecenie przemysłu, np. urządzenia pomiarowo-kontrolne do badania kierunkowskazów czy badania prądnic i rozruszników samochodowych. Był autorem i współautorem 32 artykułów i referatów opublikowanych i wygłoszonych na różnych konferencjach naukowych. Był organizatorem 3 konferencji naukowych, m.in. Międzyuczelnianej Konferencji Metrologów w Grotnikach (1973). Był autorem podręcznika akademickiego „Elektrotechnika samochodów” (1977) oraz skryptów „Elektrotechnika samochodowa” (1979) i „Laboratorium elektrotechniki samochodowej” (1977).
Za swoją działalność otrzymał pięć indywidualnych i jedną zespołową nagrodę Ministra Szkolnictwa Wyższego oraz 35 nagród Rektora za działalność naukową, dydaktyczno-wychowawczą i organizacyjną. Odznaczono go także m.in. Złotym i srebrnym Krzyżem Zasługi, Krzyżem Kawalerskim i oficerskim Orderu Odrodzenia Polski, Medalem Komisji Edukacji Narodowej i tytułem Honorowego Zasłużonego Nauczyciela RP.